# Hasselsjön, Blekinge
Hasselsjön är en sjö i Ronneby kommun i Blekinge och ingår i Vierydsåns huvudavrinningsområde. Sjön är 11 meter djup, har en yta på 0,04 kvadratkilometer och är belägen 71 meter över havet.